# Chunta Aragonesista
Chunta Aragonesista (CHA) és un partit polític nacionalista d'esquerres aragonès.

## Història
Chunta Aragonesista es constituí el 29 de juny de 1986 com a Unión Aragonesista-Chunta Aragonesista, i es declara hereva de la tradició aragonesista de partits de principis de segle com Estado Aragonés i la mateixa Unión Aragonesista.
El partit ha experimentat un espectacular ascens electoral, paral·lelament a l'ascens d'altres formacions germanes de l'Estat espanyol, com Esquerra Republicana de Catalunya, Eusko Alkartasuna o Tierra Comunera - Partido Nacionalista Castellano. Els seus dos primers diputats en les Corts d'Aragó van ser Chesús Yuste i Chesús Bernal. Actualment té nou diputats a la cambra legislativa autonòmica; i sis regidors en l'Ajuntament de Saragossa, que li van permetre ocupar, després de pactar amb el PSOE, les regidories d'Urbanisme, Esports, Acció Social, Educació, Joventut i Infraestructures i Plans Integrals. Des del 2000 al 2008, va tenir de diputat al Congrés dels Diputats: el professor, escriptor i cantautor José Antonio Labordeta, la figura més coneguda de la CHA.
El 2000, va votar en contra de la investidura de José María Aznar com a president; no obstant això, en 2004 va votar a favor de la investidura com a president del govern de José Luis Rodríguez Zapatero, després d'arribar a una sèrie de compromisos referits a inversions a Aragó i al rebuig al transvasament de l'Ebre i es va pactar amb el PSOE el govern de l'Ajuntament de Saragossa. Chobenalla, les joventuts de Chunta Aragonesista fou expulsada en 2004 per la seva posició clarament independentista i revolucionària. Va fer campanya en contra de la ratificació en el Referèndum sobre la Constitució Europea a Espanya de 2005.
En el context de la crisi financera espanyola de principis de la dècada del 2010, recollint el relleu del Moviment 15-M va sorgir el partit Podem, que va tenir un ràpid creixement mediàtic i social i a les eleccions europees del 2014 i a les eleccions municipals i autonòmiques de maig de 2015 va aconseguir notables resultats a tot Espanya. Com a resposta a la divisió dels moviments d'esquerra la plataforma social Unitat Popular en Comú va intentar la confluència de totes les organitzacions de cara a crear una candidatura única per a les eleccions generals espanyoles de 2015, però Podem va rebutjar a integrar-se en aquest moviment, i finalment es va formar la coalició Unitat Popular amb Esquerra Unida, Unitat Popular en Comú, Chunta Aragonesista, Izquierda Asturiana, Batzarre, Construint l'Esquerra-Alternativa Socialista, Segoviemos i Esquerra Castellana. La coalició va obtenir 923.133 vots i dos diputats, sent la cinquena força més votada.
En les eleccions a les Corts d'Aragó de 2019, Chunta Aragonesista obtingué 3 diputats a les Corts d'Aragó, un més dels que havia obtingut en les autonòmiques de 2015. En les eleccions municipals de 2019 mantingué el regidor que ja tenia a la ciutat de Terol, perdé els dos que tenia a Saragossa i tampoc obtingué representació a la ciutat d'Osca

## Ideologia
Es consideren influïts per les experiències del moviment socialista, dels moviments per l'emancipació social i nacional, i dels corrents ecopacifistes, feministes i humanistes. Ha sigut un dels partits que més s'ha significat en defensa de l'Ebre i contra la política de transvasaments dels governs d'Espanya. Defensen el dret d'autodeterminació per al poble aragonès. La Chunta Aragonesista és membre de l'Aliança Lliure Europea i de la coalició europea Europa dels Pobles.

## Organització

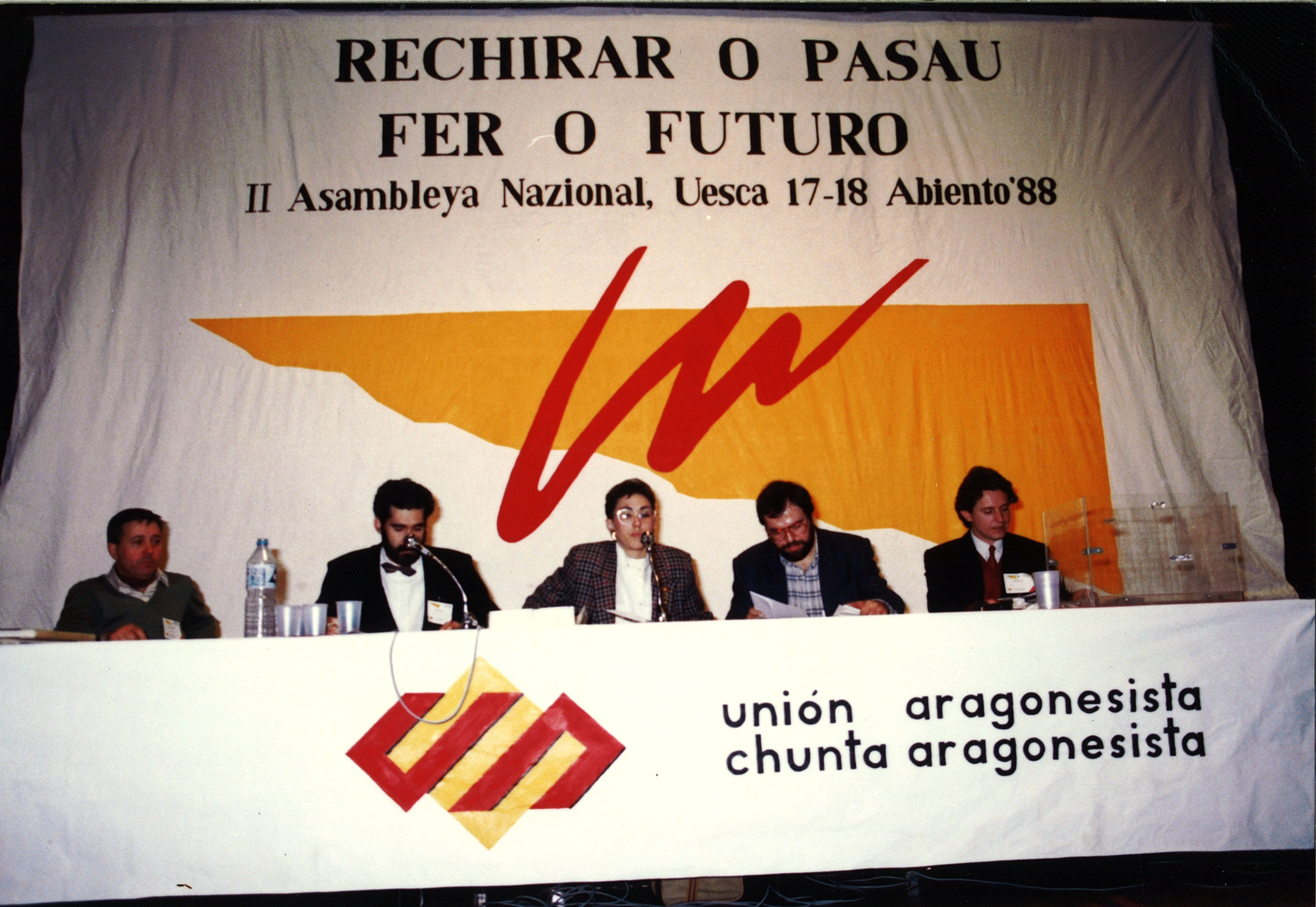
II Assemblea Nacional de la Unió Aragonesista.

La Asambleya Nazional (congrés) és l'òrgan suprem de representació i decisió de la Chunta. Establix les seves línies polítiques, els seus programes i principis, tria als membres de la Maya de los Pleytos, als del Comitè Nazional i al president de CHA. Té a més la potestat de modificar els estatuts i el reglament de l'organització. Està composta per delegats (almenys un per cada organització comarcal) i es reuneix cada tres anys. El President és triat per la Asambleya Nazional d'entre els seus integrants, mitjançant sufragi directe, secret i lliure. Altres càrrecs executius de CHA són la Secretaria General i, si escau, la Sotssecretaria o Sotssecretaries Generals. El President designa, d'entre els membres del Consello Nazional, al Secretari General que haurà de ser confirmat per la Asambleya. També podrà el President designar a un o diversos Sotssecretaris Generals
El Comité Nazional és l'òrgan decisori de CHA entre Asambleyas Nazionals; assumeix la direcció, govern, administració i coordinació del partit. Establix l'estratègia política seguint les línies de l'Asambleya Nazional i aprova el pressupost i les llistes electorals. Es reuneix, almenys cinc vegades a l'any. Formen part d'ell vuitanta persones triades per la Asambleya en llista oberta, el President del partit i els presidents dels Ligallos de Redolada, dels Ligallos de Emigración (actualment només 3: Madrid, Catalunya i País Valencià). La Maya de los Pleytos és una mena de tribunal suprem d'interpretació dels Estatuts. La componen 7 persones. Les seves funcions són la interpretació dels Estatuts i el Reglament d'Organització, resoldre sobre les objeccions a les sol·licituds d'afiliació a CHA i altres funcions de mediació, conciliació i arbitratge. El Consello Nazional és l'òrgan executiu suprem entre Comitès Nazionals que dirigeix l'activitat el partit. Són facultats seves l'execució dels acords presos pels altres òrgans nacionals, la coordinació dels comarcals, l'elaboració del pressupost i l'autorització de despeses. Està format pel president de CHA i divuit consellers electes per i entre els membres del Comitè Nazional. Es reuneix almenys una vegada al mes i les seves decisions tenen caràcter vinculant.
Finalment cada comarca s'organitza en un Ligallo de Redolada o agrupació comarcal, que funcionant en plenari es denomina Asambleya de Redolada i l'òrgan del qual de presa de decisions és el Consello de Redolada. En el cas de Saragossa, donada la quantitat d'afiliats s'ha creat un Comitè de Redolada com a òrgan intermedi, a imatge de l'organització nacional del partit. Els òrgans comarcals trien al President comarcal, estableixen la línia d'actuació política que se seguirà en la comarca i elaboren les llistes de candidats de les eleccions municipals. Els afiliats en un mateix municipi s'organitzen a través de Ligallos de Lugar, que generalment s'estructuren en un plenari denominat Asambleya de Lugar. En el cas de Saragossa, existeix un òrgan rector d'aquesta Asambleya. A més, també existeixen en la ciutat de Saragossa Asambleyas de Bico, que canalitzen la participació en un mateix districte municipal i donen suport la labor dels vocals en les Juntes de Districte.

## Resultats electorals

### Corts d'Aragó
| Corts d'Aragó |                 |        |        |     |        |     |                            |
| Any           | Líder           | Vots   | %      | Pos | Escons | +/– | Govern                     |
| 1987          | Eduardo Vicente | 6,154  | 0.96%  | 8è  | 0 / 67 | =   | Extraparlamentari          |
| 1991          | Chus Beltrán    | 14,116 | 2.30%  | 6è  | 0 / 67 | =   | Extraparlamentari          |
| 1995          | Chesús Bernal   | 34,077 | 4.85%  | 5è  | 2 / 67 | 2   | Oposició                   |
| 1999          | Chesús Bernal   | 72,101 | 11.04% | 4t  | 5 / 67 | 3   | Oposició                   |
| 2003          | Chesús Bernal   | 97,763 | 13.71% | 3r  | 9 / 67 | 4   | Oposició                   |
| 2007          | Chesús Bernal   | 54,752 | 8.15%  | 4t  | 4 / 67 | 5   | Oposició                   |
| 2011          | Nieves Ibeas    | 55,932 | 8.23%  | 4t  | 4 / 67 | =   | Oposició                   |
| 2015          | José Luis Soro  | 30,618 | 4.58%  | 6è  | 2 / 67 | 2   | Coalició (PSOE–CHA)        |
| 2019          | José Luis Soro  | 41,879 | 6.26%  | 5è  | 3 / 67 | 1   | Coalició (PSOE–Ps–CHA–PAR) |
| 2023          | José Luis Soro  | 34,163 | 5.10%  | 4t  | 3 / 67 | =   | Oposició                   |

### Corts Generals
| Corts Generals |              |              |              |          |         |          |       |
| Any            | Aragó        | Aragó        | Aragó        | Aragó    | Aragó   | Aragó    | Aragó |
| Any            | Congrés      | Congrés      | Congrés      | Congrés  | Congrés | Senat    | Senat |
| Any            | Vots         | %            | Pos.         | Diputats | +/–     | Senadors | +/–   |
| 1989           | 3,156        | 0.48         | 9è           | 0 / 13   | Nou     | 0 / 12   | Nou   |
| 1993           | 6,344        | 0.83         | 6è           | 0 / 13   | =       | 0 / 12   | =     |
| 1996           | 49,739       | 6.42         | 4t           | 0 / 13   | =       | 0 / 12   | =     |
| 2000           | 75,356       | 10.42        | 3r           | 1 / 13   | 1       | 0 / 12   | =     |
| 2004           | 94,252       | 12.07        | 3r           | 1 / 13   | =       | 0 / 12   | =     |
| 2008           | 37,995       | 4.99         | 4t           | 0 / 13   | 1       | 0 / 12   | =     |
| 2011           | Dins IUA     | Dins IUA     | Dins IUA     | 1 / 13   | 1       | 0 / 12   | =     |
| 2015           | Dins IU-UPeC | Dins IU-UPeC | Dins IU-UPeC | 0 / 13   | 1       | 0 / 12   | =     |
| 2019 (II)      | 2,000        | 0.29         | 10è          | 0 / 13   | =       | 0 / 12   | =     |
| 2023           | Dins Sumar   | Dins Sumar   | Dins Sumar   | 1 / 13   | 1       | 0 / 12   | =     |